# Saint of Me
Singles de The Rolling Stones
Anybody Seen My Baby?
(1997) Out of Control
(1998)
Clip vidéo
[vidéo] « Saint of Me », sur YouTube
Pistes de Bridges to Babylon
Out of Control
(7) Might as Well Get Juiced
(9)
Saint of Me est une chanson du groupe de rock britannique The Rolling Stones parue d'abord le 29 septembre 1997 sur l'album Bridges to Babylon puis le 26 janvier 1998 en tant que second single extrait de l'album. Le single atteint la 26e place du hit-parade britannique des singles (pour la semaine du 1 au 7 février 1998).

## Analyse artistique
La chanson se distingue par ses interprètes, avec Mick Jagger au chant, à la guitare acoustique et aux claviers, Waddy Wachtel et Ron Wood aux guitares électriques (Keith Richards est notamment absent), Me'Shell Ndegéocello à la basse, Pierre de Beauport à la contrebasse à six cordes, Charlie Watts à la batterie, Billy Preston à l'orgue et The Dust Brothers à la production et à la programmation de boucles rythmiques. 
Les paroles de la chanson mentionnent diverses personnes au cours de l'histoire qui se sont converties au christianisme, notamment Saint Paul et Saint Augustin ; Mick Jagger chante qu'ils ne feront jamais de lui un saint.

## Parution
Saint of Me se classe 26e au Royaume-Uni et 94e aux Etats-Unis, où il atteint également la 13e place du classement Rock. Elle sera la dernière chanson du groupe à se classer dans le Billboard Hot 100 pendant plus de deux décennies.
Un enregistrement en concert de la chanson issue de la tournée Bridges to Babylon se trouve sur l'album live No Security paru en 1998.
La chanson présente en face B, Anyway You Look at It, est une ballade non présente sur l'album. Elle apparait sur la compilation Rarities 1971-2003, sortie en 2005. On y trouve également en face B une version live de Gimme Shelter issue de la tournée Bridges to Babylon (à un concert différent de celui dont la prise apparait sur l'album live No Security) et une version remixée de la chanson Anybody Seen my Baby.

## Personnel
Crédités : 
- Mick Jagger: chant, guitare acoustique, claviers
- Ron Wood: guitare électrique
- Charlie Watts: batterie
- Waddy Wachtel : guitare électrique
- Me'Shell Ndegéocello: basse
- Pierre de Beauport: basse six cordes
- Billy Preston: orgue
- Bernard Fowler: chœurs
- Blondie Chaplin: chœurs

## Liste des titres
1. Saint of Me (Radio edit) – 4:11
2. Anyway You Look at It – 4:30
3. Gimme Shelter (live) – 6:54
4. Anybody Seen My Baby (Bonus Roll) – 5:59

## Classements
| Classement (1998)              | Meilleure position |
| ------------------------------ | ------------------ |
| Australie (ARIA)               | 100                |
| Autriche (Ö3 Austria Top 40)   | 34                 |
| Allemagne (Media Control AG)   | 68                 |
| Pays-Bas (Nederlandse Top 40)  | 52                 |
| Royaume-Uni (UK Singles Chart) | 26                 |
| États-Unis (Hot 100)           | 94                 |
| États-Unis (Mainstream Rock)   | 13                 |
| États-Unis (Alternative Songs) | 7                  |